# Байкальск
Байка́льск — город районного подчинения в Слюдянском районе Иркутской области России. Административный центр Байкальского городского поселения.
Население — 13 199 чел. (2021). Самый южный город и городское поселение Иркутской области.
Муниципальное образование городское поселение «Байкальское», административным центром которого является г. Байкальск, включено в перечень монопрофильных муниципальных образований Российской Федерации (моногородов) в категорию муниципальных образований с наиболее сложным социально-экономическим положением (в том числе во взаимосвязи с проблемами функционирования градообразующих организаций).

## География
Расположен на южном берегу Байкала, в устье рек Солзан и Харлахта, на мысе Немчинова, в 40 км к юго-востоку от районного центра — города Слюдянка, на федеральной автодороге Р258 «Байкал» и Транссибирской железнодорожной магистрали, в черте города — остановочный пункт ВСЖД Байкальск-Пассажирский (5346 км от Москвы), за пределами города, в посёлке Солзан, расположена станция Байкальск, где останавливаются поезда дальнего следования. Байкальск находится на одной географической широте с Лондоном.

## Сейсмичность
Байкальск находится в сейсмоактивной области Байкальской рифтовой зоны. Расчётная балльность возможных землетрясений — 10 по 12-балльной шкале. Ввиду этого город почти весь застроен малоэтажными многоквартирными домами: двухэтажные деревянные, трёхэтажные панельные и кирпичные. Также построено пять пятиэтажных экспериментальных домов ташкентской серии. За последние 25 лет в городе было два сильных землетрясения: в феврале 1999 года и в августе 2008 года.

## Климат
Байкальск — самый снежный и дождливый город на побережье Байкала. Среднегодовая температура воздуха — +0,9 °C. Относительная влажность воздуха — 68,8 %. Средняя скорость ветра — 3,4 м/с. Климат значительно смягчается близостью озера Байкал и преобладающими северо-западными ветрами, лето в целом менее жаркое, нежели в Иркутске, а зима наоборот — более тёплая.
| Среднемесячная температура воздуха в Байкальске по данным Иркутской областной метеостанции | Среднемесячная температура воздуха в Байкальске по данным Иркутской областной метеостанции | Среднемесячная температура воздуха в Байкальске по данным Иркутской областной метеостанции | Среднемесячная температура воздуха в Байкальске по данным Иркутской областной метеостанции | Среднемесячная температура воздуха в Байкальске по данным Иркутской областной метеостанции | Среднемесячная температура воздуха в Байкальске по данным Иркутской областной метеостанции | Среднемесячная температура воздуха в Байкальске по данным Иркутской областной метеостанции | Среднемесячная температура воздуха в Байкальске по данным Иркутской областной метеостанции | Среднемесячная температура воздуха в Байкальске по данным Иркутской областной метеостанции | Среднемесячная температура воздуха в Байкальске по данным Иркутской областной метеостанции | Среднемесячная температура воздуха в Байкальске по данным Иркутской областной метеостанции | Среднемесячная температура воздуха в Байкальске по данным Иркутской областной метеостанции | Среднемесячная температура воздуха в Байкальске по данным Иркутской областной метеостанции |
| Янв                                                                                        | Фев                                                                                        | Мар                                                                                        | Апр                                                                                        | Май                                                                                        | Июн                                                                                        | Июл                                                                                        | Авг                                                                                        | Сен                                                                                        | Окт                                                                                        | Ноя                                                                                        | Дек                                                                                        | Год                                                                                        |
| −14,4 °C                                                                                   | −14,8 °C                                                                                   | −7,9 °C                                                                                    | 0,2 °C                                                                                     | 7,4 °C                                                                                     | 12,2 °C                                                                                    | 16,0 °C                                                                                    | 14,7 °C                                                                                    | 8,7 °C                                                                                     | 2,6 °C                                                                                     | −4,8 °C                                                                                    | −9,4 °C                                                                                    | 0,9 °C                                                                                     |
| ------------------------------------------------------------------------------------------ | ------------------------------------------------------------------------------------------ | ------------------------------------------------------------------------------------------ | ------------------------------------------------------------------------------------------ | ------------------------------------------------------------------------------------------ | ------------------------------------------------------------------------------------------ | ------------------------------------------------------------------------------------------ | ------------------------------------------------------------------------------------------ | ------------------------------------------------------------------------------------------ | ------------------------------------------------------------------------------------------ | ------------------------------------------------------------------------------------------ | ------------------------------------------------------------------------------------------ | ------------------------------------------------------------------------------------------ |

| Показатель                    | Янв. | Фев. | Март | Апр. | Май | Июнь | Июль | Авг. | Сен. | Окт. | Нояб. | Дек. | Год |
| ----------------------------- | ---- | ---- | ---- | ---- | --- | ---- | ---- | ---- | ---- | ---- | ----- | ---- | --- |
| Средний суточный максимум, °C | −5   | −3   | 1    | 10   | 16  | 20   | 23   | 22   | 17   | 8    | 3     | −4   | 9   |
| Средний суточный минимум, °C  | −21  | −20  | −13  | −2   | 4   | 9    | 12   | 11   | 6    | −2   | −8    | −16  | −3  |
| Норма осадков, мм             | 27   | 13   | 16   | 35   | 53  | 119  | 168  | 138  | 94   | 46   | 45    | 33   | 778 |
| Источник: Яндекс-погода       |      |      |      |      |     |      |      |      |      |      |       |      |     |

## История
Байкальск основан в 1961 году как посёлок строителей Байкальского целлюлозно-бумажного комбината (БЦБК). Во времена его строительства существовали планы создания здесь мощного индустриального центра. Через пять лет, в 1966 году, когда БЦБК выдал первую продукцию, Байкальск получил статус города.
В 2010 году территория города частично вошла в особую экономическую зону туристско-рекреационного типа «Ворота Байкала».

## Население
| 1970    | 1979    | 1989    | 1998    | 2000    | 2001    | 2002    | 2006    | 2007    |
| ------- | ------- | ------- | ------- | ------- | ------- | ------- | ------- | ------- |
| 13 319  | ↗15 496 | ↗16 406 | ↗17 200 | ↘17 100 | ↘16 500 | ↘15 727 | ↘15 400 | ↘15 200 |
| 2008    | 2009    | 2010    | 2011    | 2012    | 2013    | 2014    | 2015    | 2016    |
| ↘15 000 | ↘14 657 | ↘13 583 | ↘13 551 | ↘13 473 | ↘13 319 | ↘13 125 | ↘12 974 | ↘12 901 |
| 2017    | 2018    | 2019    | 2020    | 2021    |         |         |         |         |
| ↘12 738 | ↘12 629 | ↘12 495 | ↗12 534 | ↗13 199 |         |         |         |         |

На 1 января 2025 года по численности населения город находился на 837-м месте из 1124 городов Российской Федерации. Население Байкальска продолжает сокращаться. В связи с закрытием БЦБК отток населения увеличился.

## Административное деление
Город состоит из пяти микрорайонов:
- имени Гагарина;
- Южный;

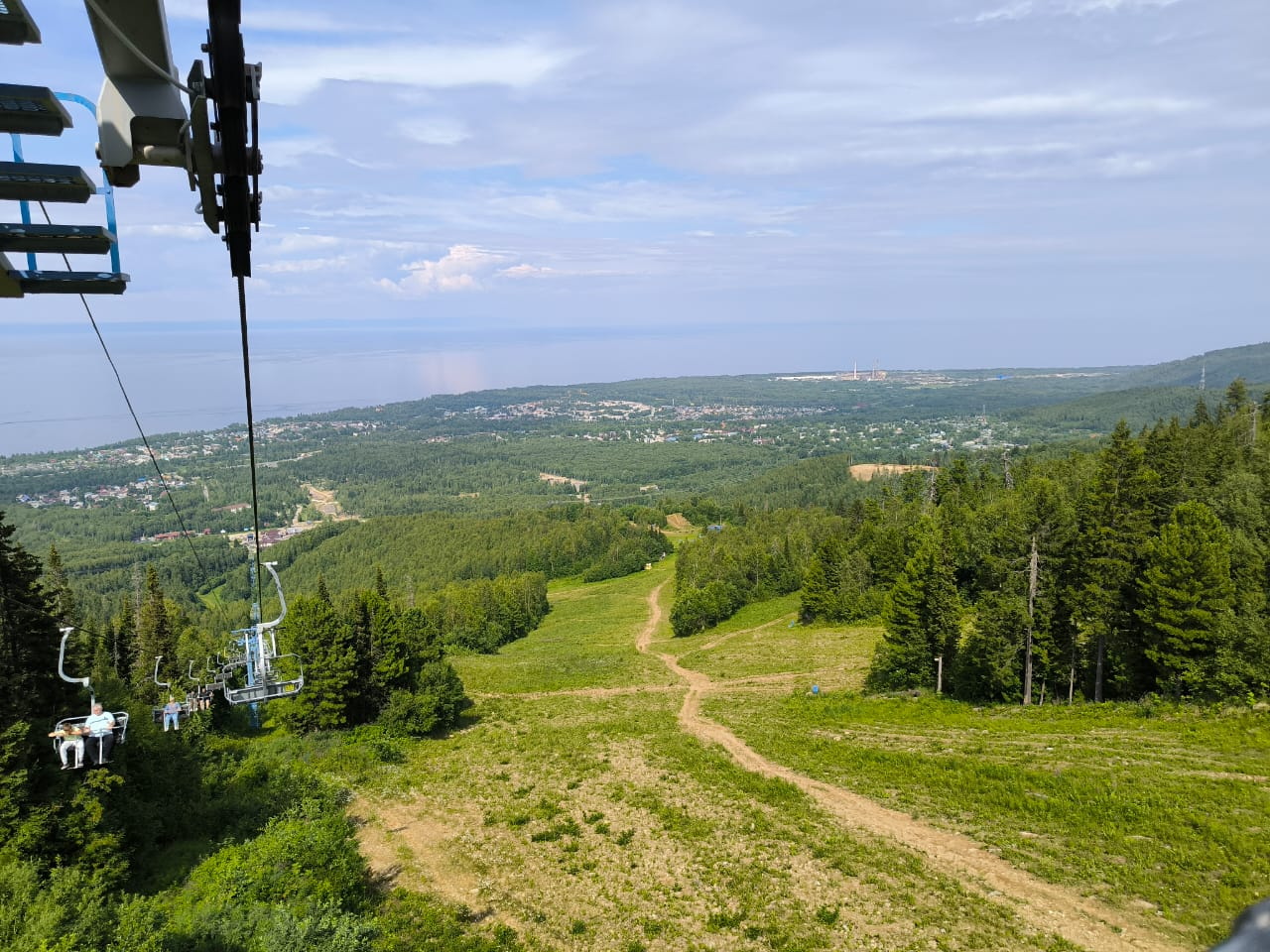
Вид на г. Байкальск с Соболиной горы, 2025 год

- Строителей (также называют «Посёлок», реже «Посёлок Северный»);
- Красный Ключ;
- Восточный.

## Экономика
Ранее моногород специализировался на производстве целлюлозы (ОАО «Байкальский целлюлозно-бумажный комбинат»). БЦБК формировал 80 % доходов города. В 2008 году после введения замкнутого водооборота работа предприятия была приостановлена по решению Арбитражного суда Иркутской области. В 2013 году БЦБК полностью прекратил свою деятельность.
Согласно федеральной программе по развитию моногородов, в городе планируется строительство объектов туризма и двух заводов по розливу байкальской воды. Также планируется создание тепличных хозяйств и предприятий по переработке садовой земляники. Несмотря на предпринимаемые меры по улучшению экономической ситуации в городе, население продолжает стремительно сокращаться. Наиболее активные люди — молодёжь с высшим образованием — уезжает в большие города. Обратная миграция — за счёт пенсионеров из северных депрессивных населённых пунктов — не покрывает убыль населения. Распоряжением Правительства РФ от 29 июля 2014 года № 1398-р «Об утверждении перечня моногородов», Байкальск включён в список моногородов Российской Федерации с наиболее сложным социально-экономическим положением.
В городе находится Байкальская ТЭЦ.

## Социальная сфера
На территории города действуют:
- лечебное учреждение (Красный Ключ);
- дом культуры (Южный);
- детская школа искусств (Гагарина);
- дом детского творчества (Гагарина);
- городская библиотека (Гагарина);
- музей (Гагарина);
- бассейн (Гагарина);
- три средних школы: № 12, № 10, № 11(Гагарина, посёлок Строителей, Южный);
- четыре детских сада.

## Рекреационный потенциал

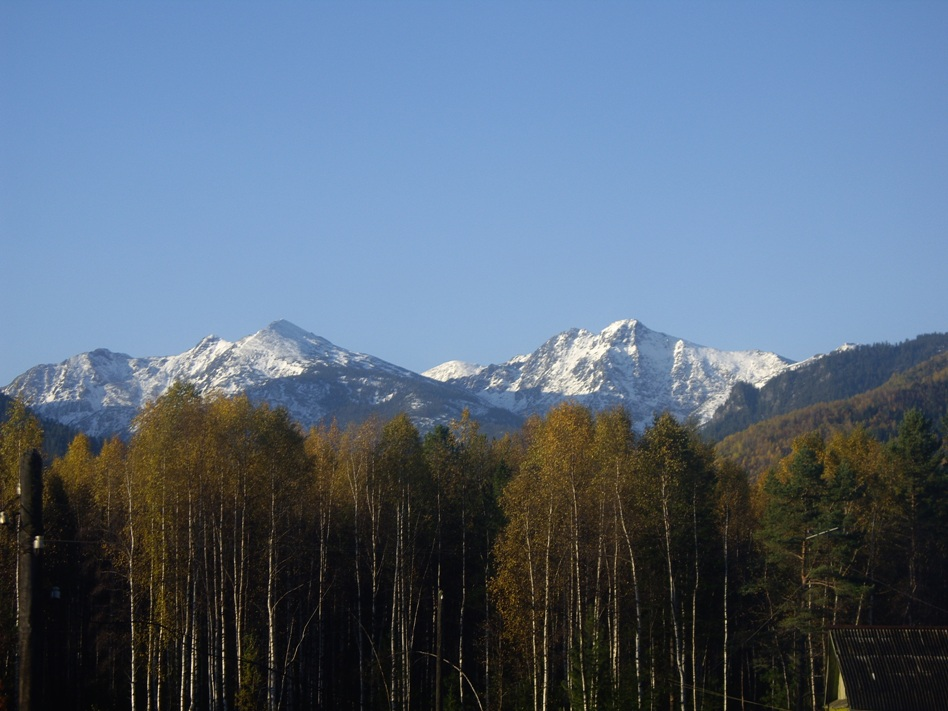
Вид на Хамар-Дабан в окрестностях Байкальска

Высокую рекреационную привлекательность района создают озеро Байкал и его горное обрамление с множеством рек и малых озёр (Соболиные озёра, Слюдянские озёра), в 40 км от города Байкальска в г. Слюдянка начинается однопутный неэлектрифицированный участок Кругобайкальской железной дороги, уникального памятника инженерного искусства. Летом привлекают туристов богатый растительный мир Хамар-Дабана, контрастность высотной поясности, живописность и панорамность видов озера Байкал, уникальность памятников природы, урожай местной земляники садовой («клубники»). Зимой обилие снега (его высота и продолжительность залегания), солнечных дней и мягкий климат являются предпосылкой более широкого развития здесь зимних видов отдыха. Работавший Байкальский целлюлозно-бумажный комбинат препятствовал активному развитию туризма в городе.
В посёлке Утулик работают турбазы и базы отдыха. В самом городе в микрорайоне Красный Ключ расположен горнолыжный курорт «Гора Соболиная». Горнолыжная база «Гора Соболиная» имеет 18 трасс разного уровня сложности (в том числе для фрирайда), сноупарк с двумя трамплинами, тюбинговую трассу, склоны для обучения. База оборудована одним кресельным подъёмником (пешеходы и катающиеся с горнолыжным оборудованием), четырьмя бугельными подъёмниками, ленточным подъёмником на склоне обучения и тюбинговым подъёмником.

## Города-побратимы
Саут-Лейк-Тахо (США, Калифорния).

## Галерея

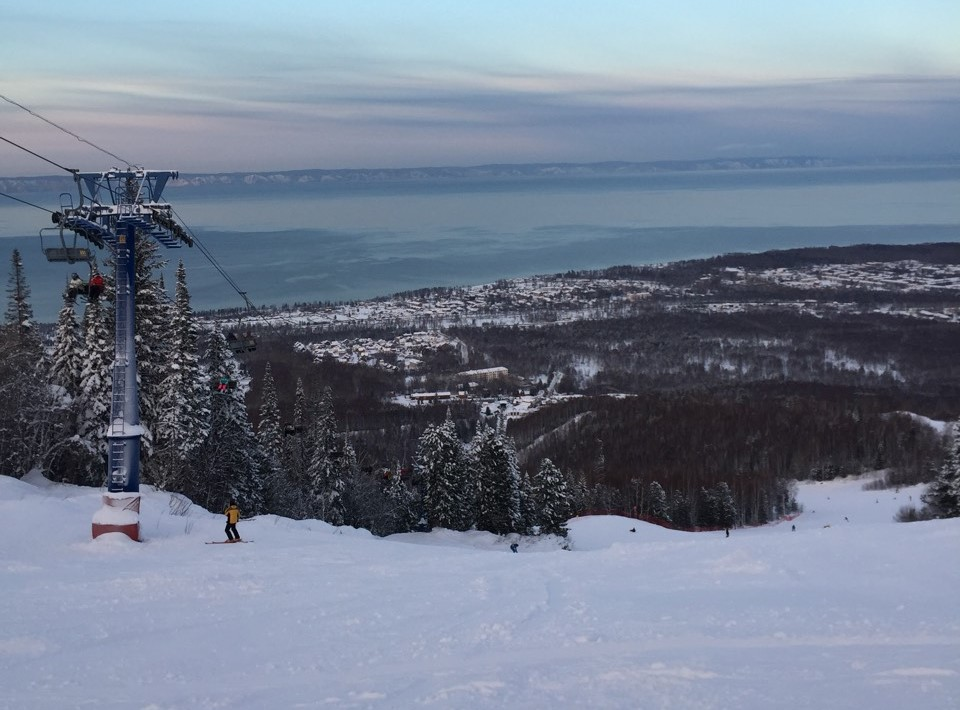
Вид на город Байкальск с горнолыжной базы
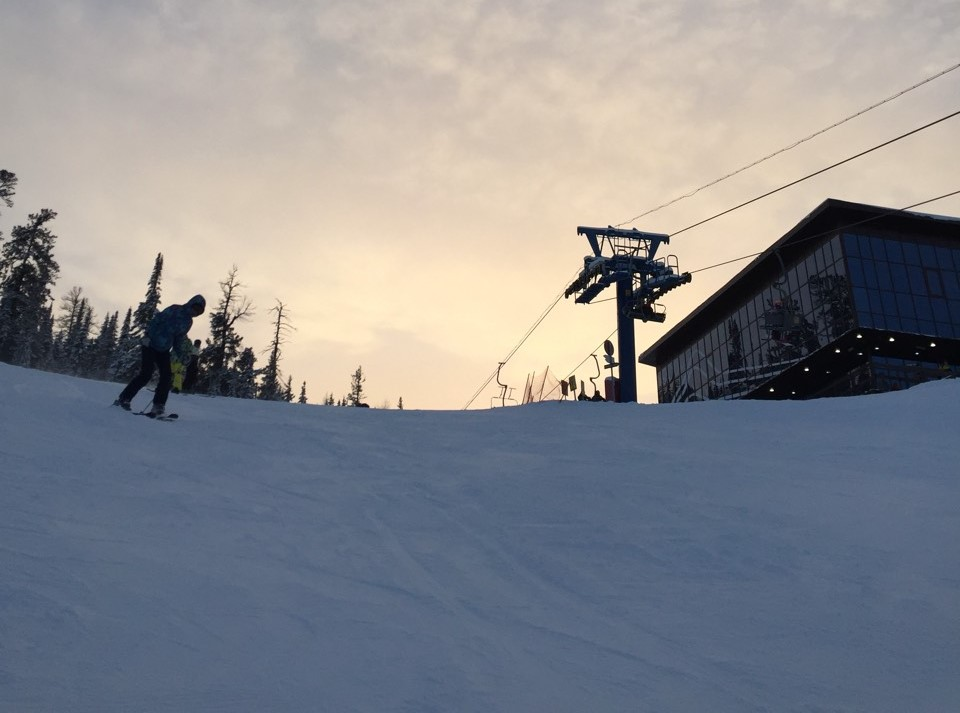
Верхняя часть горнолыжного спуска
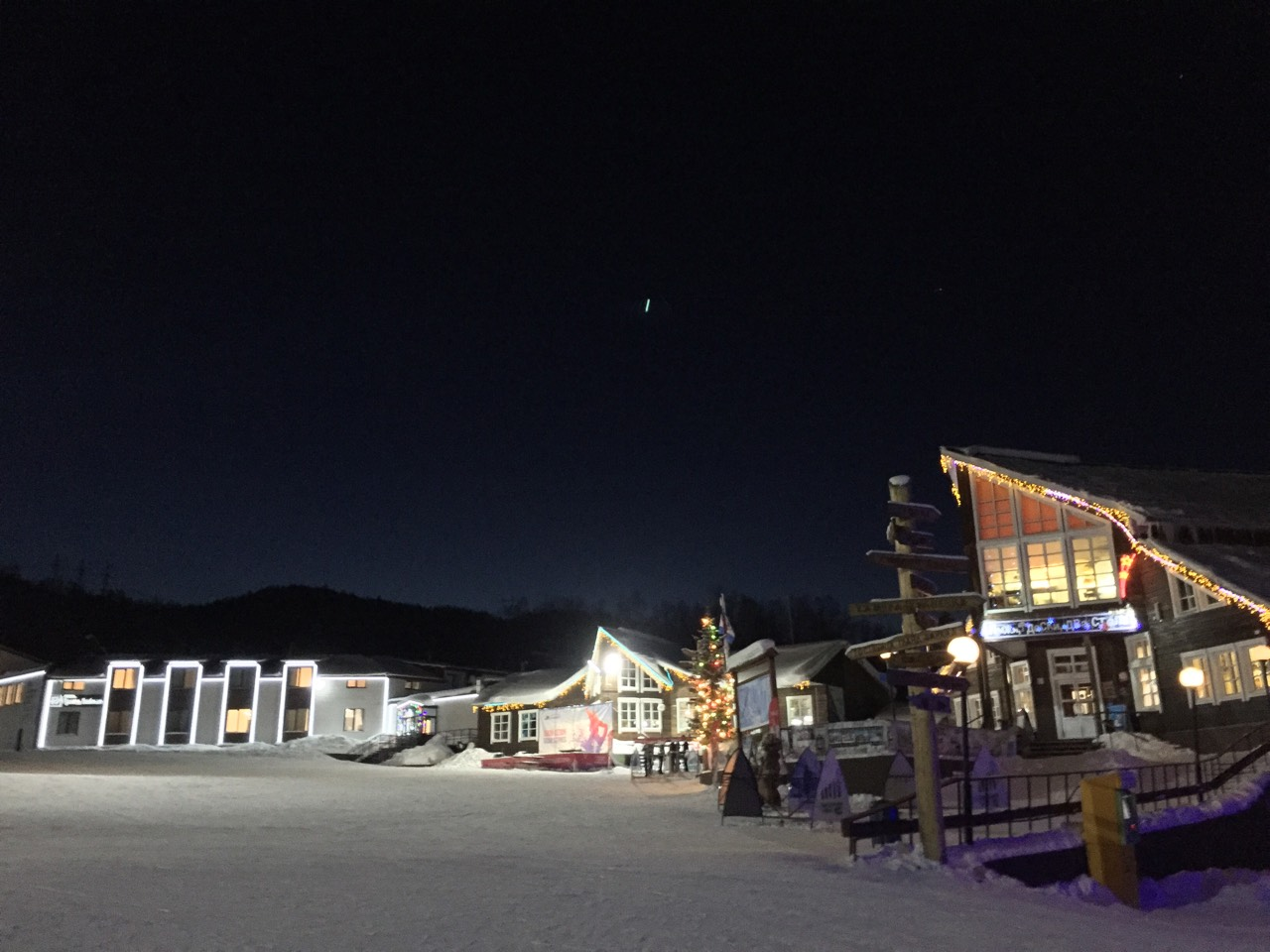
Гостиничный комплекс горнолыжной базы

## СМИ

### Цифровые эфирные каналы
все 21 каналов для мультиплекса РТРС-1 и РТРС-2; Пакет радиоканал, включает: Вести FМ, Радио Маяк, Радио России / ГТРК Иркутск.
- Пакет телеканалов РТРС-1 (телевизионный канал 51, частота 714 МГц), включает: Первый канал, Россия 1 / ГТРК Иркутск, Матч ТВ, НТВ, Пятый канал, Россия К, Россия-24 / ГТРК Иркутск, Карусель, ОТР, ТВЦ.
- Пакет телеканалов РТРС-2 (телевизионный канал 58, частота 770 МГц), включает: РЕН ТВ, Спас, СТС, Домашний, ТВ-3, Пятница!, Звезда, Мир, ТНТ, МУЗ-ТВ.
- Обязательные общедоступные региональные телеканалы («21-я кнопка»): телекомпании «АИСТ ТВ»
- Обязательные общедоступные муниципальные телеканалы («22-я кнопка»): НТС («Новое Телевидение Сибири»)

## Происшествия в городе
- Массовое убийство 28 мая 2025 года

## Топографические карты
- Лист карты M-48-III. Масштаб: 1 : 200 000. Указать дату выпуска/состояния местности.